# 中山基雅
中山 基雅 （なかやま もとまさ）は、鎌倉時代中期の公卿。参議・中山忠定の子。官位は正三位・非参議。中山家4代。

## 経歴
右近衛少将、備中介、蔵人頭などを歴任し、建長7年（1255年）従三位・非参議に任ぜられ、公卿に列する。しかし、3年後の正嘉2年（1258年）正三位に任ぜられるも、11月に出家。文永3年（1266年）薨去。

## 官歴
注釈のないものは『公卿補任』による
- 時期不明：左近衛中将
- 延応2年（1240年） 正月6日：従四位下[1]。正月29日：右近衛少将[2]
- 仁治3年（1242年） 11月12日：正四位下[3]、備中介[3]
- 建長6年（1254年） 3月13日：蔵人頭[4]
- 建長7年（1255年） 12月13日：従三位・非参議。左中将如元
- 正嘉2年（1258年） 4月6日：正三位。11月30日：出家
- 文永3年（1266年） 正月3日：薨去[5]

## 系譜
- 父：中山忠定
- 母：家女房[6][5]
- 妻：姉小路実世の娘[5]
  - 男子：中山家親[5][6]
- 生母不明の子女
  - 男子：中山経親[5]
  - 男子：道紹[5]
  - 女子：庭田経資室